# Parafia św. Jadwigi Śląskiej w Baranowicach
Parafia św. Jadwigi Śląskiej w Baranowicach – katolicka parafia w dekanacie żorskim, erygowana przez bp Damiana Zimonia 1 stycznia 1987 roku.

## Proboszczowie
- ks. Sylwester Niesyto (1986 – 2006)[2]
- ks. Stefan Kalisz (2006)[2] ks. Franciszek Pawlas (2007–nadal)[2]